# Левчук В'ячеслав Дмитрович
В'ячеслав Дмитрович Левчук (нар. 19 травня 1971, Гомель, Білоруська РСР) — радянський та білоруський футболіст, захисник, згодом — білоруський футбольний тренер.

## Кар'єра гравця
Народився 19 травня 1971 року в Гомелі. Футбольну кар'єру розпочав у 1987 році в складі гомельського «Гомсільмаш», кольори якого захищав до 1991 року. У 1992 році перейшов у могилівське «Дніпро», в футболці якого брав участь у розіграші першого незалежного чемпіонату Білорусі серед команд Вищої ліги.
У 1993 році перейшов у мозирське «Полісся»/МПКЦ. У 1996 році разом з мозирською командою виграв чемпіонат Білорусі, після чого розпочав вести конспекти, в які записував власні думки, щодо тренерської роботи. По завершенні сезону залишив розташування клубу.
У 1997 році повернувся др рідного ФК «Гомеля», кольори якого захищав протягом чотирьох сезонів. У 2000 році зіграв 1 матч у Вищій лізі Білорусі, після чого вирішив завершити кар'єру гравця.

## Кар'єра тренера
Тренерську кар'єру розпочав у Гомелі, працюючи в тренерському штабі команди. З 2002 по 2003 рік очолював дубль ФК «Гомеля», який виступав у Другій лізі. З 2004 по 2008 рік працював шеф-скаутом у тираспольському «Шерифі». З ініціативи Левчука з румунського Дивізіону 2 до тираспольського клубу запросили Резвана Кочиша та Георге Флореску. У 2009 році — селекціонером у «Гомелі». Наступного року — шеф-скаутом львівських «Карпат». З ініціативи В'ячеслава до складу «зелено-білих» з Ліги Пауліста (чемпіонат штату Сан-Паулу) запросили Данілу Авелара. А з 2011 по 2013 рік на аналогічній посаді працював у ФК «Севастополь». З ініціативи Левчука до севастопольців запросили ще маловідомого футболіста молодіжного складу донецького «Шахтаря» Олександра Караваєва. З 2014 по 2015 рік допомагав тренувати «Гомель». У 2015 році отримав тренерську ліцензію категорії «A». З 2016 року займав посаду тренера з навчально-методичної роботи у «Гомелі». 12 січня 2018 року призначений головним тренером цього клубу, контракт з фахівцем було підписано на один рік. До тренерського штабу «Дніпра» запросив собі помічниками Юрія Лукашова, Євгена Капова та Олега Лещинського.

## Стиль гри
Як гравець виступав на позиції центрального захисника. Також виступав на фланзі захисту, вдало діяв у відборі м'яча.

## Досягнення
- Чемпіон Білорусі (1): 1996
- Володар Кубка Білорусі (1): 1995/96